# Hynboholm och Grönäs
Hynboholm och Grönäs är en av SCB avgränsad och namnsatt småort i Karlstads kommun, Värmlands län. Den omfattar bebyggelse i de två grannbyarna i Grava distrikt (Grava socken).